# Paweł Kamiński
Paweł Franciszek Kamiński (niem. Paul Franz Kaminski; ur. 1834, zm. 1907) – polski duchowny starokatolicki, prekursor ruchu starokatolickiego na terenie obecnej Polski.

## Życiorys

### Duchowny rzymskokatolicki
Paweł Kamiński pochodził z Częstochowy. Urodził się jako nieślubny syn Ślązaka, Bernarda Steinmanna-Kamińskiego i Żydówki, Róży Wartenberger. Po skończeniu szkoły elementarnej w 1851 roku przyjął chrzest w obrządku rzymskokatolickim. Dzięki protekcji swojego opiekuna, proboszcza z Piekar Śląskich, Jana Alojzego Ficka udał się na dalsze nauki za granicę. W 1852 roku został przyjęty przez ojca Hieronima Kajsiewicza do nowicjatu zgromadzenia zmartwychwstańców w Rzymie. Opuścił go jednak i od 1858 roku kontynuował naukę u księży misjonarzy w Paryżu, gdzie też otrzymał niższe święcenia kapłańskie i diakonatu. Po powrocie do Królestwa Polskiego, 26 lutego 1860 roku otrzymał święcenia kapłańskie w Warszawie z rąk biskupa kujawsko-kaliskiego, Jana Marszewskiego. Na terenie archidiecezji warszawskiej pracował jako kaznodzieja i nauczyciel filozofii oraz matematyki w seminarium lazarystów przy kościele Świętego Krzyża w Warszawie.
Podczas powstania styczniowego zaangażował się w działalność konspiracyjną. Był kapelanem powstańczym w guberni radomskiej. Po upadku powstania wyjechał do Francji. Był nauczycielem literatury oraz języków angielskiego i hiszpańskiego w Tuluzie. Po powrocie na Śląsk został duszpasterzem w Dobrej.
W okresie Soboru Watykańskiego I stał się krytykiem jego postanowień. Sprzeciwiał się publicznie, przede wszystkim ogłoszeniu dogmatu o nieomylności papieża. Dzięki wsparciu Friedricha Grundmanna i Richarda Holtzego w 1871 roku rozpoczął wydawanie własnego tygodnika Prawda, w którym przedstawiał swoje racje przeciwstawne naukom soborowym. Działalność publicystyczną kontynuował do 1877 roku.

### Duchowny starokatolicki

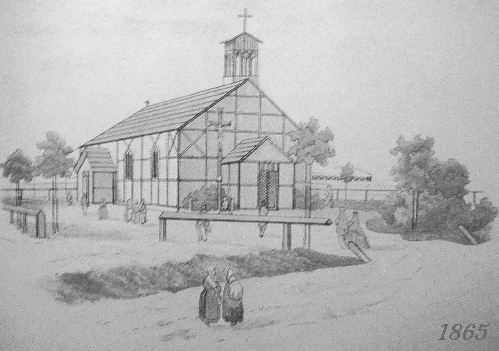
Kościół w Katowicach, przy którym istniała pierwsza na obecnym terytorium Polski parafia starokatolicka

W marcu 1871 roku dzięki pomocy swoich sympatyków ks. Paweł Kamiński zakupił w Katowicach nieużywany i przygotowany do rozbiórki jednonawowy kościółek Niepokalanego Poczęcia Najświętszej Maryi Panny przy późniejszym placu Wolności. Przejął również w zarząd cmentarz na Załęskim Przedmieściu przy obecnej ulicy Gliwickiej. Swoim zachowaniem podjął się tym samym tworzenia w tej miejscowości parafii niezależnej. Za działania niezgodne z prawem kanonicznym, 16 kwietnia 1871 roku został suspendowany przez biskupa wrocławskiego Heinricha Förstera, a następnie za niepodporządkowanie się karom kościelnym i nieuznanie nowych dogmatów katolickich 27 maja 1872 roku ekskomunikowany.
Po zerwaniu jedności z Kościołem rzymskokatolickim rozpoczął otwarcie sympatyzować z innymi dysydentami w Rzeszy Niemieckiej. Zaproszony przez innych księży i teologów o podobnych poglądach udał się na kongres do Monachium, na którym ukształtowana została doktryna starokatolicyzmu. W 1872 roku przyłączył swoją gminę wyznaniową do Biskupstwa Starokatolickiego w Rzeszy Niemieckiej. 22 lipca 1872 roku odprawił pierwsze nabożeństwo starokatolickie w języku polskim i w języku niemieckim.
W październiku 1871 roku do Katowic został wysłany ks. Rudolf Lubecki, by zwalczać będącą pod przewodnictwem ks. Pawła Kamińskiego wspólnotę starokatolicką.
W latach 1871–1872 ks. Paweł Kamiński prowadził akcję misyjną w okolicach Raciborza. W listopadzie 1871 roku pozyskał dla Kościoła starokatolickiego świątynię w Zawadzie Książęcej i grupę wiernych wśród mieszkańców miejscowości Zawada Książęca, Łęg oraz Ciechowice. Placówka ta jednak nie odniosła zamierzonego sukcesu i upadła na przełomie września i października 1872 roku dzięki zaangażowaniu rzymskokatolickiego proboszcza jemielnickiego Karla Gratzy.
W 1874 roku związku z przebudową obecnego placu Wolności w Katowicach, ks. Paweł Kamiński przeniósł swoją placówkę duszpasterską i kościół parafialny na późniejszą ulicę Sokolską. 3 listopada 1874 roku uzyskał dla katowickiej gminy starokatolickiej legalizację prawną pod nazwą Eine katholische Parioche unter dem Name altkatholische Parioche in Kattowitz. Dekret erekcyjny wydał prezydent Rejencji Opolskiej.
Założona przez ks. Pawła Kamińskiego wspólnota starokatolicka na pruskim Górnym Śląsku liczyła około 3 tysięcy wiernych, w tym około 1,5 tysiąca w Katowicach. Istniała do lat trzydziestych XX wieku. W 1933 roku połączyła się z Polskim Kościołem Starokatolickim. W 1938 roku dawny kościół parafii starokatolickiej w Katowicach został przekazany przez władze województwa śląskiego rzymskokatolickiej parafii Niepokalanego Poczęcia Najświętszej Marii Panny. Po II wojnie światowej w miejscu dawnej parafii starokatolickiej powstała rzymskokatolicka parafia Przemienienia Pańskiego w Katowicach.
Od 1876 roku ks. Paweł Kamiński pracował w parafiach starokatolickich w: Koblencji, Stühlingen, Tiengen, następnie w Hohentengen i w Baden. W 1879 roku zerwał z celibatem i ożenił się ze śpiewaczką operową Mathilde Barro. W 1895 roku udał się w krótką, kilkunastomiesięczną podróż misyjną do Stanów Zjednoczonych Ameryki. Pracował tam jako duszpasterz w polskiej parafii niezależnej we Freeland.
Ostatnie lata życia spędził w Szwajcarii. Jego synem był niemiecki kompozytor i profesor Pruskiej Akademii Sztuk w Berlinie, Heinrich Kaminski.